# Acrocercops cymella
Acrocercops cymella är en fjärilsart som beskrevs av Forbes 1931. Acrocercops cymella ingår i släktet Acrocercops och familjen styltmalar.
Artens utbredningsområde är Puerto Rico. Inga underarter finns listade i Catalogue of Life.